# Wolsongská jaderná elektrárna
Wolsongská jaderná elektrárna (korejsky 신월성 원자력발전소) je jadernou elektrárnou v Jižní Koreji. Nachází se na pobřeží Japonského moře v Severním Kjongsangu poblíž Kjongdžu. K chlazení slouží voda z Japonského moře. Celkový hrubý výkon elektrárny činí 3910 MW. Elektrárnu vlastní a provozuje společnost Korea Hydro and Nuclear Power. Elektrárna vyrábí asi 5 % veškeré elektřiny spotřebované v Jižní Koreji.

## Historie a technické informace

### Počátky
Dne 14. prosince 1973 Jižní Korea podepsala smlouvu s Kanadou na nákup reaktoru CANDU. Dne 25. listopadu 1974 jihokorejská vláda oznámila výstavbu jaderné elektrárny na západním pobřeží v zátoce Asan. Elektrárna měla mít dva bloky o výkonu 600 a 800 MW a první blok měl být v provozu do roku 1980. Později byla elektrárna přesunuta na jih poloostrova a nová lokalita se jmenovala Naepo, poblíž přístavního města Masan. Velmi brzy však jihokorejská vláda elektrárnu znovu přesunula, tentokrát do města Čchangwon v provincii Kjongsang. Kanada souhlasila, že poskytne Koreji na elektrárnu úvěr, protože v 70. letech byla výstavba jaderné elektrárny pro Jižní Koreu příliš kapitálově náročná. Nyní byl plánován jeden blok a přípravné práce byly zahájeny v listopadu 1974.

### Blok 1
Smlouva o výstavbě bloku byla podepsána 15. ledna 1974 společností Atomic Energy of Canada Limited a po odeslání do Jižní Koreje podepsána 20. ledna 1974 společností South Korean Power Company. K dohodě došlo přesně měsíc po zrušení zákazu vývozu reaktorové technologie z Kanady, protože Indie údajně dříve používala reaktory CANDU získané z Kanady v jaderné elektrárně Rádžasthán k výrobě plutonia pro zbraně pro první indickou jadernou zbraň. Náklady na první blok se očekávaly ve výši 332 milionů dolarů, neboli 161,234 miliardy wonů. V Kanadě se vývoz technologie neobešel bez kontroverzí, protože Jižní Korea dosud neuznala mezinárodní bezpečnostní předpisy a politické vedení v Jižní Koreji bylo v té době prohlášeno za nestabilní.

#### Výstavba
První práce na stavbě byly zahájeny 15. června 1977, vlastní výstavba bloku oficiálně začala 30. října 1977. Až do 80. let byla výstavba bloku výrazně v předstihu před harmonogramem. Od roku 1981 se u bloku začalo v tříměsíčních intervalech provádět posuzování vlivů na životní prostředí. Hlavní pozornost byla věnována vlivu beta zářičů z jaderné elektrárny na mořský ekosystém a také vlivu chemických výpustí při běžném provozu. Bylo zjištěno, že jaderná elektrárna by na to neměla žádný vliv, což se dalo očekávat, protože vliv pobřežních jaderných zařízení na mořské vody je v nejhorším případě relativně malý. Na lokalitě bylo objeveno 84 druhů fytoplanktonu, z nichž 70 % je neritického typu. Tvorba planktonu byla zaznamenána v září 1981. V době, kdy bylo zařízení dokončeno, náklady vzrostly na 851 milionů dolarů. (642 800 miliard wonů). Celkově byla stavba reaktoru dokončena rychleji, než se očekávalo a byla do té doby nejrychlejší stavbou jaderné elektrárny CANDU.

#### Uvedení do provozu
Původně se plánovalo, že blok bude uveden do provozu v dubnu 1983. Kvůli rychlejší práci se v roce 1981 očekávalo, že by blok mohl být online již v říjnu 1982. Blok byl poprvé připojen do rozvodné sítě dne 31. prosince 1982. Do komerčního provozu byl uveden dne 22. dubna 1983, kdy se blok poprvé rozjel v plném zatížení se svým jmenovitým výkonem 678 MW. Vzhledem k tomu, že Jižní Korea neměla zdravotnická zařízení potřebná k řešení případných poruch v jaderné elektrárně Wolsong, Kanada darovala lékařské vybavení jihokorejskému Northwest Medical Center. Dne 5. srpna 1983 došlo kolem 1:00 ráno k problému, kdy jihokorejská ústředí kontrarozvědka zahlédla několik severokorejských agentů na lodi u pobřeží jaderné elektrárny. Loď byla pět kilometrů od pobřeží a agenti stříleli ze střelných zbraní na jadernou elektrárnu. Když se loď pokusila o útěk, potopila se díky úsilí pobřežní stráže a armády, takže jihokorejská pobřežní stráž byla schopna zatknout tři lidi se svým hlídkovým člunem a několik dalších při incidentu zemřelo. Proti třem zatčeným byla vznesena obvinění. V témže roce došlo k dalšímu pokusu o sabotáž na samotnou jadernou elektrárnu ze strany severokorejských agentů, které se však podařilo od jejich pokusů odradit.

#### Vyřazení z provozu
V prosinci 2017 byl reaktor odstraněn z dlouhodobého energetického plánu země a v červnu 2018 KHNP oznámila, že blok uzavře kvůli nedostatečné ekonomické životaschopnosti, protože prodejem elektřiny, kterou vyráběl, nebyl schopen zaplatit svůj provoz. V lednu 2019 společnost podala žádost o uzavření, která byla v září 2019 podrobena přezkoumání dozorovým úřadem. Vyřazení z provozu bylo zamítnuto v prvních dvou hlasováních v říjnu a listopadu 2019. Ve třetím hlasování dne 24. prosince 2019 bylo vyřazení z provozu schváleno, čímž byl blok oficiálně vyřazen z provozu.

### Blok 2
Díky exportu jaderné technologie do Jižní Koreji Kanada doufala, že se ji podaří Jižní Koreji prodat reaktory další. Jižní Korea však přijala nová dovozní zákony, díky nimž se obchod zdál méně realistický. Vzhledem k tomu, že počet novách lokalit pro jaderné elektrárny v Jižní Koreji je velmi omezený, vznikla roku 1988 iniciativa co nejvíce využít potenciál stávajících lokalit výstavbou maximálního možného počtu reaktorů. Pro Wolsong byla udávaná kapacita 4 reaktory a jeden byl již postaven. Vzhledem k tomu, že druhý blok měl s prvním přímo sousedit, mohla výstavba začít poměrně rychle, protože infrastruktura již existovala. Od tohoto okamžiku mohla společnost Atomic Energy of Canada Limited doufat, že přidání dalších tří CANDU 6 bude realizováno v dohledné době. Dne 20. září 1989 pokračovala jednání s Kanadou o nákupu druhého reaktoru, který měl být ve výstavbě do roku 1991 a uveden do provozu v roce 1997. Náklady na druhý identický blok byly stanoveny na 1,2 miliardy dolarů. Provozovateli elektrárny, společnosti Korea Electric Power Company, se zdála cena příliš vysoká, a proto došlo k jednání o snížení ceny. Blok měl být přesnou kopií prvního bloku, ovšem s různými vylepšeními a úpravami. V roce 1990 byla úspěšně uzavřena jednání s Kanadou a byla dohodnuta koupě dalšího CANDU 6. V prosinci 1990 podepsaly smlouvu společnosti Atomic Energy of Canada Limited a Korea Electric Power Company. Smlouva stanovovala, že Kanada je odpovědná za projekt jaderné elektrárny, ačkoli jihokorejské společnosti se významně podílely na výstavbě tohoto bloku. Náklady byly očekávány ve výši 1,1 bilionu wonů. Přípravné práce na bloku začaly v roce 1991. V rámci toho byl odsouhlasen transfer technologie do Jižní Koreje Korejskému institutu pro výzkum atomové energie, který provede celý technický návrh elektráren CANDU a také vypracuje standardizovaný návrh pro budoucí bloky Wolsong 3 a 4 společně s Atomic Energy of Canada Limited. Na tomto základě by měl být později navržen větší design CANDU. Transfer technologie znamená, že si Jižní Korea mohla zařízení osvojit a více se podílet na výstavbě.

#### Výstavba
Výstavba druhého bloku byla oficiálně zahájena 22. června 1992. V roce 1993 si Jižní Korea objednala 110 tun z požadovaných 455 tun těžké vody od Čínské lidové republiky, která ji nabízela za speciální cenu. Zbývajících 345 tun bylo zakoupeno z Kanady za sníženou částku 233 000 dolarů za tunu. Na rozdíl od prvního bloku plánování projektu provedeno digitálně. Zhruba 15 tisíc výkresů bylo odpovídajícím způsobem naskenováno a digitalizováno, takže bylo teoreticky možné ušetřit zhruba milion dolarů. Celkové úspory pro blok 2 byly vyčísleny na přibližně 4,5 milionu dolarů za období tří a půl roku plánování a výstavby zařízení.

#### Uvedení do provozu
Podle plánů z prosince 1990 měl být blok spuštěn v roce 1997. Palivo mohlo být naloženo do bloku do konce roku 1996, takže se předpokládalo, že první kritičnost reaktoru nastane v březnu 1997. Dne 29. ledna 1997 druhý blok poprvé dosáhl kritičnosti a 1. dubna 1997 byl připojen k rozvodné síti. Premiér Goh Kun a ministr obchodu, průmyslu a energetiky byli mezi přítomnými u zprovoznění bloku a ve velínu si nechali vysvětlit technologii bloku. Dne 1. července 1997 byl blok uveden do komerčního provozu.

### Bloky 3 a 4
V krátkodobém horizontu se Jižní Korea rozhodla požádat společnost Atomic Energy of Canada Limited o nabídku na dva další bloky ve Wolsong. Podpisem smlouvy 18. září 1992 byl zpečetěn nákup dalších dvou CANDU 6 pro jadernou elektrárnu Wolsong. Výstavba systému dvou bloků snížila cenu dvou následujících bloků zhruba o polovinu ceny bloku 2 na 608 miliard wonů (790 milionů dolarů).

#### Výstavba
Výstavba třetího bloku byla zahájena 17. března 1994 a čtvrtý blok 22. července 1994. Lokalizace podílu dodávek se postupně zvyšovala od bloku 2 k bloku 4, takže podíl vyrobeného zařízení v Jižní Koreji pro blok 4 byl 75 %. Z tohoto důvodu byly některé komponenty pro elektrárnu Čchin-šan, kde byly také ve výstavbě reaktory CANDU 6, vyrobeny v roce 1996 v Jižní Koreji namísto Kanady.

#### Uvedení do provozu
Podle plánů ze září 1992 měly být bloky spuštěny v letech 1998 a 1999. Dne 19. února dosáhl třetí blok poprvé kritičnosti, takže délka výstavby byla 65 měsíců, což bylo rekordní a třetí blok překonal všechny ostatní CANDU 6 na světě, co se týče délky výstavby. Třetí blok byl připojen k rozvodné síti dne 25. března 1998 a do komerčního provozu vstoupil dne 1. července 1998. Dne 10. dubna 1999 byl čtvrtý blok poprvé v kritickém stavu a do sítě byl připojen 21. května 1999. Komerční provoz následoval ještě před koncem tisíciletí, dne 1. října 1999.

### Bloky 5 a 6
V rámci programu výstavby přijatého v roce 2000 byla ponechána možnost pro Atomic Energy of Canada Limited postavit dva reaktory CANDU 9. Nakonec se Korea Electric Power Company na konci roku 2000 rozhodla reaktory nepostavit. Zůstala však otevřena návrhu, pokud Atomic Energy of Canada Limited navrhne pokročilejší reaktor CANDU.

### Shin Wolsong 1 a 2
V prosinci 1995 jihokorejská vláda schválila dlouhodobý energetický program pro zemi, který mimo jiné zahrnoval výstavbu čtyř 1000 MW reaktorů v lokalitě Bonggil, v bezprostřední blízkosti jaderné elektrárny Wŏlsŏng. Elektrárna, která byl mimo jiné formálně zahrnuta do plánu, počítala s výstavbou dvou CANDU 9. Následující studie proveditelnosti měla mimo jiné zhodnotit ekonomickou proveditelnost před realizací výstavby dvou bloků.
Od roku 2001 byla lokalita Bonggil přejmenována na Shin Wolsong, což v překladu znamená „Nový Wolsong“. Shin Wolsong měl být prototypem APR-1400 a stavba měla začít v červnu 2002. Rozpočet na celý program výstavby pokročilých tlakovodních reaktorů, který zahrnoval nejen dva APR-155, ale také čtyři 1000 MW reaktory OPR-1000 pro Shin Kori, činil 12,8 miliardy dolarů. Na konci července 2001 podepsala jihokorejská společnost Hyundai Heavy Industries smlouvu s japonskou strojírenskou společností Mitsubishi Heavy Industries na dodávku čerpadel pro těchto šest bloků. Plány byly v červenci 2001 pozměněny a umístění dvou APR-1400 bylo přesunuto do elektrárny Kori a dva tam plánované OPR-1000 byly přesunuty do Wolsongu.

#### Výstavba
Aby dodávky pro projekt vyhrály jihokorejské společnosti, vytvořily společnosti LG, Daewoo a Samsung konsorcium. Společnost Samsung měla být odpovědna za proces výstavby. V červenci konsorcium podepsalo smlouvu o výstavbě s vlastníkem elektrárny. Se schválením projektu vládou se však vyskytly problémy, proto se zahájení stavby odložilo a se zahájením prací se nepočítalo dříve než v roce 2005. Teprve v červnu 2006 mohly začít přípravné práce, včetně přípravy výkopových jam pro základy a infrastrukturu objektů. Aby Samsung dodržel harmonogram, snažil se co nejvíce zkrátit dobu výstavby použitím modernější, speciálně vyvinuté technologie a zároveň zajistit kvalitu a bezpečnost práce. Očekávalo se, že díky těmto postupům budou mít dva bloky jaderné elektrárny Shin Wolsng nejkratší dobu výstavby ze všech jaderných elektráren v Jižní Koreji. Důležitým důvodem byl velký počet velmi dobře kvalifikovaných stavebních dělníků, kteří svou prací na stavbách jaderných elektráren neustále získávali zkušenosti. Referenční pro tyto zkušenosti je stavba bloků Hanul 5 a 6, jejichž bloky byly v té době ve výstavbě. Na dodávku řídicí techniky pro dva bloky byla v říjnu 2002 uzavřena smlouva se společností Westinghouse Electric Power Company, která jej měla dodat za 350 milionů dolarů. Dne 28. dubna 2006 byl položen základní kámen ke dvěma blokům.
První blok začal být budován dne 20. listopadu 2007 a druhý blok 23. září 2008. V důsledku havárie v elektrárně Fukušima Dajiči se výstavba druhého bloku zpozdila, protože bylo nutno provést dodatečné dovybavení.

#### Uvedení do provozu
Podle plánu z června 2007 mělo být palivo do 1. bloku naloženo v dubnu 2011, aby mohl být blok uveden do komerčního provozu v prosinci 2011. Dále se očekávalo, že 2. blok naloží své první palivo v dubnu 2012 a komerční provoz začne v prosinci 2012. Tato data byla posunuta koncem roku 2007 na březen 2012 pro 1. blok a říjen 2013 pro 2. blok. Dne 6. ledna 2012 byl první reaktor poprvé kritický a 27. ledna 2012 byl poprvé synchronizován s elektrickou sítí. Dne 31. července 2012 byl blok uveden do provozu. Očekávalo se, že druhý blok Shin Wolsong-2 bude uveden do provozu v srpnu téhož roku. V důsledku zdržení kvůli nesprávné certifikaci řídicích kabelů, které přenášejí data z operačních systémů do velínu začalo až 14. listopadu 2014 zavážení druhého bloku palivem. V souladu s tím mohl být blok uveden do komerčního provozu nejdříve v červenci 2015. Dne 26. února 2015 byl druhý blok poprvé synchronizován s elektrickou sítí. V dalších týdnech byl výkon bloku plynule navyšován, takže 24. dubna 2015 v 17:38 bylo možné poprvé provozovat reaktor v plné zátěži na jmenovitý výkon. Po dokončení veškerého testování včerně ztráty externího napájení byl druhý blok konečně uveden do provozu 24. července 2015 se zhruba tříletým zpožděním.

### Shin Wolsong 3 a 4
Dále je plánována výstavba dalších dvou bloků typu APR-1400, ale dosud neexistuje žádný harmonogram.

## Informace o reaktorech
| Reaktor        | Typ reaktoru | Výkon  | Výkon   | Zahájení výstavby | Připojení k síti | Uvedení do provozu | Uzavření     |
| Reaktor        | Typ reaktoru | Čistý  | Hrubý   | Zahájení výstavby | Připojení k síti | Uvedení do provozu | Uzavření     |
| -------------- | ------------ | ------ | ------- | ----------------- | ---------------- | ------------------ | ------------ |
| Wolsong-1      | CANDU 6      | 661 MW | 683 MW  | 30. 10. 1977      | 31. 12. 1982     | 22. 4. 1983        | 24. 12. 2019 |
| Wolsong-2      | CANDU 6      | 569 MW | 599 MW  | 22. 9. 1992       | 1. 4. 1997       | 1. 7. 1997         |              |
| Wolsong-3      | CANDU 6      | 605 MW | 624 MW  | 17. 3. 1994       | 25. 3. 1998      | 1. 7. 1998         |              |
| Wolsong-4      | CANDU 6      | 574 MW | 589 MW  | 22. 7. 1994       | 21. 5. 1999      | 1. 10. 1999        |              |
| Shin Wolsong-1 | OPR-1000     | 997 MW | 1048 MW | 20. 11. 2007      | 27. 1. 2012      | 31. 7. 2012        |              |
| Shin Wolsong-2 | OPR-1000     | 993 MW | 1050 MW | 23. 9. 2008       | 26. 2. 2015      | 24. 7. 2015        |              |